# Namaacha
Namaacha ist eine Kleinstadt (vila) in der Provinz Maputo im Süden Mosambiks, nahe der Grenze zu Eswatini. Namaacha ist ein Verwaltungsposten (posto administrativo) und der Hauptort des gleichnamigen Distrikts. Der Ortsname leitet sich von Lomahasha, dem Namen eines früheren Stammesherrschers in der Region ab.

## Geographie
Die Stadt befindet sich am Rande der Lebomboberge, ein Gebirgszug der sich von Mosambik bis nach KwaZulu-Natal in Südafrika zieht. Zwischen der Hauptstadt Maputo und Namaacha liegen gut 75 Kilometer. In dem Ort (bzw. im Gebiet des Verwaltungspostens gleichen Namens) lebten zum 1. Januar 2005 etwa 29.272 Menschen. Zu Namaacha werden auch die umliegenden Ortschaften Kala-Kala, Chimachuanine, Impaputo, Mafuiane und Matsequenha dazugezählt. Damit ist der Verwaltungsposten selbst 1372 Quadratkilometer groß.
Durch den Ort führt die Fernstraße EN2, die Eswatini mit dem Ballungsraum um Maputo verbindet. Bedeutung hat der Ort deshalb vor allem durch den Grenzverkehr von und nach Eswatini, da sich unweit der Grenzposten Namaacha/Lomahasha befindet.

## Geschichte

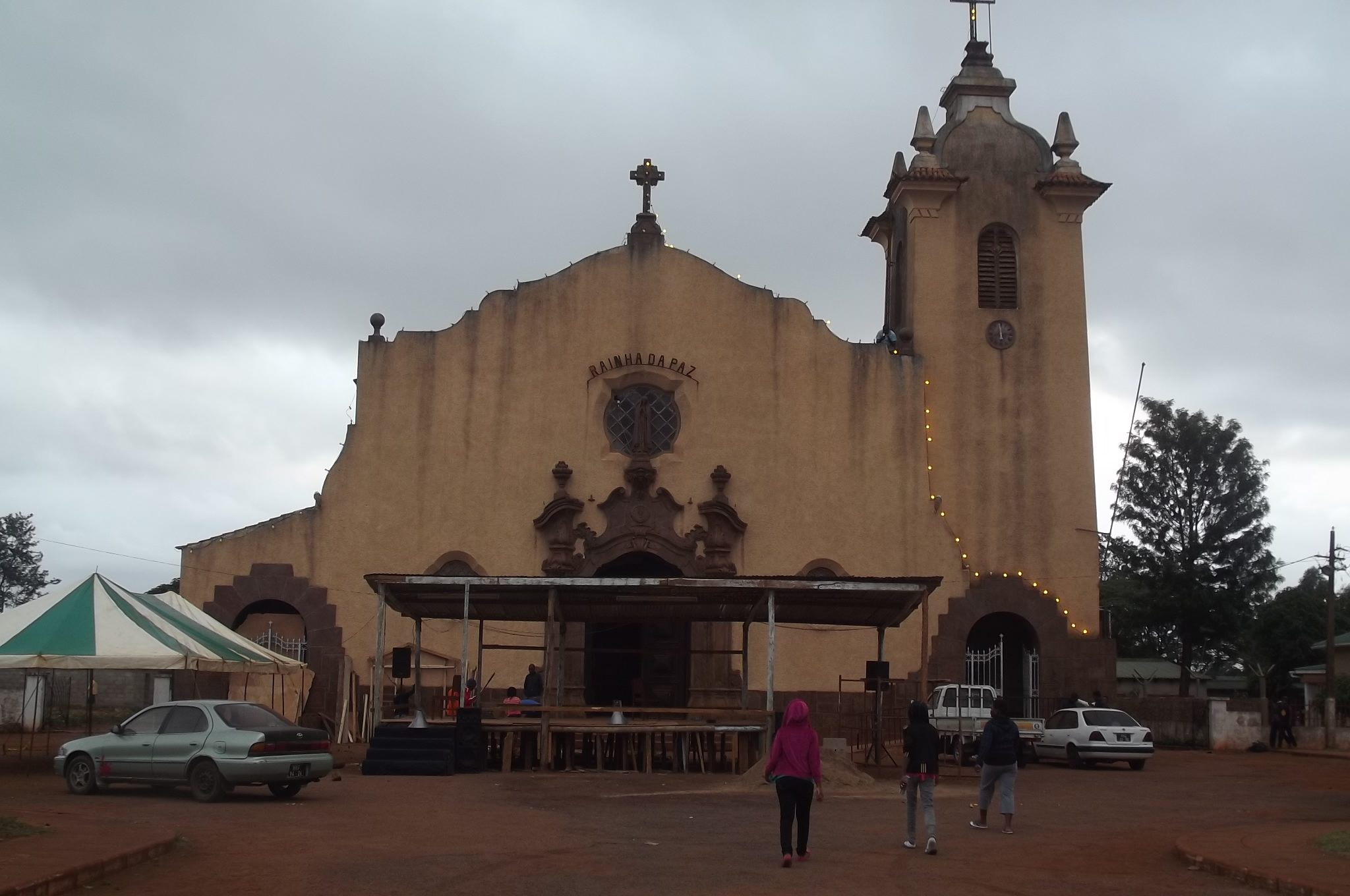
Igreja da Nossa Senhora de Fátima

Namaacha wurde am 20. April 1964, noch zu Kolonialzeiten, zu einer Kleinstadt (vila) erhoben. 2008 kündigte die Regierung Mosambiks an zehn neue Munizipien (in etwa Stadtkreise, portugiesisch: município) zu gründen, dazu gehörte auch Namaacha. Die Schaffung eines Munizips ist vor allem mit dem Privileg verbunden, die Lokalverwaltung bei den Kommunalwahlen selbst wählen zu können. Bei den Kommunalwahlen 2008 und 2013 wurde Jorge Tinga (FRELIMO) zum Bürgermeister gewählt.
Seit 1998 pflegt Namaacha eine Städtepartnerschaft mit dem portugiesischen Ort Santa Comba Dão.

## Sehenswürdigkeiten
Im Ort befindet sich eine bedeutende Kirche, sie trägt den Namen Igreja da Nossa Senhora de Fátima, sie wurde 1944 geweiht. Des Weiteren sind die Wasserfälle von Namaacha regional bekannt.